# 克里雅女性民族服饰
克里雅女性民族服饰，或称于田维吾尔族妇女服饰、“外七里九”服饰、于田女箭式袷袢，也会以其外衣“箭服”或“箭袍”代指整套服饰，是中国新疆维吾尔自治区和田地区于田县、策勒县等地，以克里雅人为主的女性民族服饰。哈密市也有身穿类似服饰的维吾尔族。
克里雅女性民族服饰由小帽坦力拜克、头巾、外衣派里间（箭服、箭袍）、内袍居宛曲克兰克组成。传统中，有资格穿着克里雅女性民族服饰的女性须要已经结婚并生于有一胎，并经历居宛托依仪式。克里雅女性民族服饰以“于田维吾尔族妇女服饰”之名收录入第一批《新疆维吾尔自治区级非物质文化遗产代表性项目名录》中；在第二批国家级非物质文化遗产代表性项目名录中作为“维吾尔族服饰”被收录。

## 穿戴与样式

### 概说
克里雅女性民族服饰由四部分组成，分别是小帽坦力拜克、头巾、外衣派里间、内袍居宛曲克兰克。穿戴时，妇女会将头发分为两条辫子，在头上披上白色头巾，再将小帽坦力拜克用别针缀在头巾或头发之上，一般缀在头部右前侧。内穿纯色内袍居宛曲克兰克，外套深色外衣派里间。

### 小帽“坦力拜克”及头巾
坦力拜克（维吾尔文：tälpäk）或克里雅坦力拜克，汉语称其于田小帽、于田小皮帽。坦力拜克已经脱离传统帽子的御寒功能，仅留有装饰作用。其主要面料为羔皮或毛线制作的仿羔皮，以黑色最为常见。其外径不过20厘米，内径不过8厘米，高约5厘米，口大顶小，外形如钟或倒置小杯。帽顶以蓝色为主的绸缎或金丝绒，下沿羔皮或仿羔皮，帽边缘有约1厘米的黑毛线短穗。
场合的不同佩戴小帽坦力拜克的样式不同，妇女在丧事时会佩戴白色外层的或者银色外层的坦力拜克；在婚礼、节庆时，则会佩戴棕色或海蓝色的。头巾（维吾尔文：yāghliq）以白色为主，分为有花纹头巾和无花纹头巾。年纪较大的女性在婚礼、节日时佩戴有花纹头巾，在丧事时佩戴无花纹头巾。如今鲜有佩戴白色头巾的妇女。

### 外衣“派里间”
派里间或皮日夹（维吾尔文：pirijä）是维吾尔语的汉语音译，常被称作“箭服”或“箭袍”。新疆和田地区文物局的李吟屏称其为弧形布带胸饰女袍，但未被广泛认可。派里间以黑色或湖蓝色等深色的丝绸或棉布为主要面料，是交领、对襟、长袖的长外衣，是一种拥有宽大的衣身、平直的衣袖袷袢。派里间主要装饰是位于胸前两侧，各有七条或九条对称且依次排列的弧形尖头装饰图案，装饰图案多为蓝色绸布条。在袖口、领口、衣襟底部会有约3厘米宽、和胸口装饰相同的绸布。一些派里间会有梅花竹叶团花纹做装饰。

### 内袍“居宛曲克兰克”
居宛曲克兰克（维吾尔文：yaqilighan köngläk），或称居宛裙、箭服配套内衣。由除红或绿外的纯色丝绸或棉面料制成，是直筒、合领半开样式的套头内袍。居宛曲克兰克衣领右侧有九条深色扇形图案，由布料或丝线制成。加之派里间胸前的七条装饰图案，所以整套服饰有“外七里九”服饰之称。居宛曲克兰克领口有约2厘米宽的边，底口绣有羊角纹和碎花纹。领中有两条同色绳带。

## 记载与分布
已知外界最早关于类似克里雅女性民族服饰的记载由俄国探险家尼古拉·普尔热瓦尔斯基记录，他在1884年进入于田地区，并在普鲁村停留5日。在此期间，普尔热瓦尔斯基记录了对当地妇女服饰的描述，并留下照片。在当时，当地女子袷袢的双襟领边上装饰有绿色绸缎或呢绒布条。此后，芬兰探险家马达汉、日本军官日野强、德国探险家勒柯克分别在1906年的叶尔羌、1907年的吐鲁番、1913年的库车都见过类似穿着。不过，这些服饰与如今的克里雅女性民族服饰无论是款式还是面料等方面或多或少有所差距。另外，清代诗人萧雄曾在以《西疆杂述诗》中有“高冠似瓮覆还空，小帽如觚绣并工。应是平生嫌发短，不交露顶见王公。”的诗句，有观点认为这诗句形容的是小帽坦力拜克。但萧雄在原文中的注则称这种帽存在于哈密一带，与小帽坦力拜克或无直接关系。
如今，对该女性民族服饰的描述以新疆维吾尔自治区和田地区于田县达里亚博依乡居民的穿着为主。维吾尔民俗学者买塞地·买提卡司木认为克里雅女性民族服饰分布的核心区是在于田县的15个乡、镇，策勒县达玛沟乡、民丰县、且末县的部分乡村也有该服饰的分布。在南疆地区以外的地方也有类似服饰，如哈密市五堡镇、伊吾县淖毛湖、下马崖、苇子峡等地的老年妇女也会在节日或举办麦西来甫身着前襟、袖口、领口等处有三四道装饰边红色或紫色长袍，这种与克里雅女性民族服饰形制类似长袍也名为箭袍。在和田地区民丰县、策勒县等地维吾尔族妇女也会佩戴坦力拜克。

## 仪式
在于田县、策勒县等地，传统意义上并非所有女性都可以穿克里雅女性民族服饰。能够穿戴该服饰的女性须要已婚配且生育完头胎，并且在首次穿戴该服饰时要举办传统的居宛托依仪式，即少妇礼。居宛托依仪式是当地妇女成熟的标志，也是融入社会的外在标志。在传统的居宛托依仪式中，妇女的父亲和丈夫会向她赠送克里雅女性民族服饰、金银首饰等，自此该妇女获得在任何场合穿戴克里雅女性民族服饰的资格。

## 保护
2007年，新疆维吾尔自治区人民政府公布第一批《新疆维吾尔自治区级非物质文化遗产代表性项目名录》，“于田维吾尔族妇女服饰”作为“传统手工技艺”的项目之一收录其中。2008年，于田县将于田维吾尔族妇女服饰作为“维吾尔族服饰”申报第二批国家级非物质文化遗产代表性项目名录并获收录。